# كوموبوليس

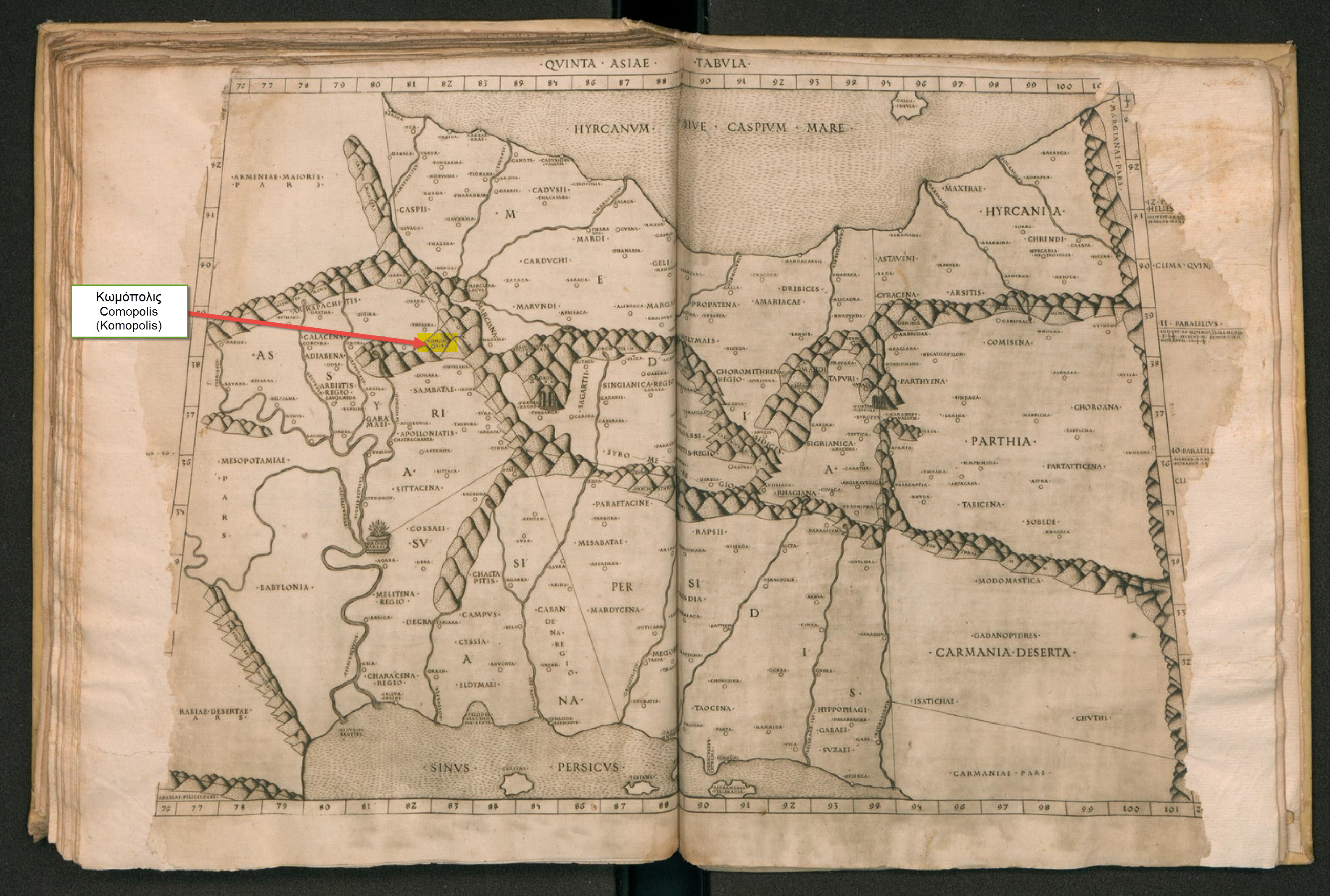
الخريطة الخامسة لآسيا لبطليموس (نسخة أرنولد بوكنك 1478)، موضع كوموبوليس موضح

كوموبوليس كانت مستوطنة في آشور، ذكرها بطليموس، الجغرافي في القرن الثاني الميلادي، في عمله الجغرافية.
أشار بطليموس إليها في فصل آشور، ليس ضمن المستوطنات الواقعة في جزء نهر دجلة، وإنما في جزء "بقية البلاد، الوسطى" (ἐν δὲ τῇ λοιπῇ χώρα μέση) بين المدن التالية (من أصل 34 مدينة في آشور)، كما هو موضح أدناه:
- أوروبا (Oroba)
- ديجيا (Degia)
- كوموبوليس
- دوسا (Dosa)
- غوغامِيلا (Gaugamela)

يذكر هوفر أن تلك المدن الـ 34 كانت موجودة في فترة حياة بطليموس، أي في آشور السلوقية والفرثية، إذ إنه لا يذكر المدن القديمة التي كانت مهدمة منذ زمن طويل.
يشير أطلس بارينغتون للعالم اليوناني والروماني إلى أن المدينة (بدرجة أقل من الثقة) تعود إلى العصر الهلنستي والروماني (330 ق.م - 30 ق.م)، أو (بدرجة أكثر من الثقة) إلى بدايات الإمبراطورية الرومانية (30 ق.م - 300 م).
في نصه حول أسماء المدن في زمن الإمبراطورية السلوقية، يرى ويليام وودثروب تارن (1996) أن عدداً من المدن كانت تُذكر بأسماء مستعارة وليست أسمائها الرسمية، وفي بعض الحالات (ومنها كوموبوليس) كانت "أوصاف أماكن وكأنها أسماء". وقد أشار إلى ذلك أيضاً غيتزل م. كوهين (2006).